# Phil Bennett (Rugbyspieler)
Phil Bennett OBE (* 24. Oktober 1948 in Felinfoel, Carmarthenshire, Wales; † 12. Juni 2022) war ein walisischer Rugby-Union-Spieler, der hauptsächlich auf der Position des Verbinders eingesetzt wurde. Aufgrund seines Flairs und seines Trickreichtums war er sehr beliebt beim Publikum.

## Karriere
Am 22. März 1969 gab Bennett sein Debüt für die walisische Nationalmannschaft. Als der erste Ersatzspieler im internationalen Rugby überhaupt verstärkte er das Team gegen Frankreich. Zu Anfang seiner Karriere spielte er eine Reihe unterschiedlicher Positionen, unter anderem Schluss und Innen, doch 1972 spezialisierte er sich als Nachfolger von Barry John auf die Verbinderposition.
1974 wurde er Mitglied der British and Irish Lions auf der Tour nach Südafrika. Sein Versuch über fünfzig Yards gegen die Springboks in Pretoria war ein Karrierehöhepunkt. 1977 war er Kapitän der Lions für die Tour nach Neuseeland. Im Jahr darauf trat er aus der Nationalmannschaft zurück. Mit Wales hatte er zwei Mal (1976 und 1978) den Grand Slam bei den Five Nations gewonnen.
Bennett spielte Clubrugby für seinen Heimatverein aus Felinfoel und den Llanelli RFC. Zwanzig Mal spielte er auch für die Barbarians, unter anderem in dem Spiel gegen die All Blacks 1973, wo er den berühmten Versuch von Gareth Edwards einleitete.
Bennetts Autobiografie erschien unter dem Titel Everywhere for Wales. Im November 2005 wurde er in die International Rugby Hall of Fame und 2015 in die World Rugby Hall of Fame aufgenommen. Bennett starb am 12. Juni 2022 im Alter von 73 Jahren.